# عضل دارفور
عضل دارفور (الاسم العلمي: Gerbillus muriculus) (بالإنجليزية: Darfur Gerbil)‏ هو نوع من الحيوانات يتبع جنس العضل من الفصيلة الفأرية.